# Sten Sandell

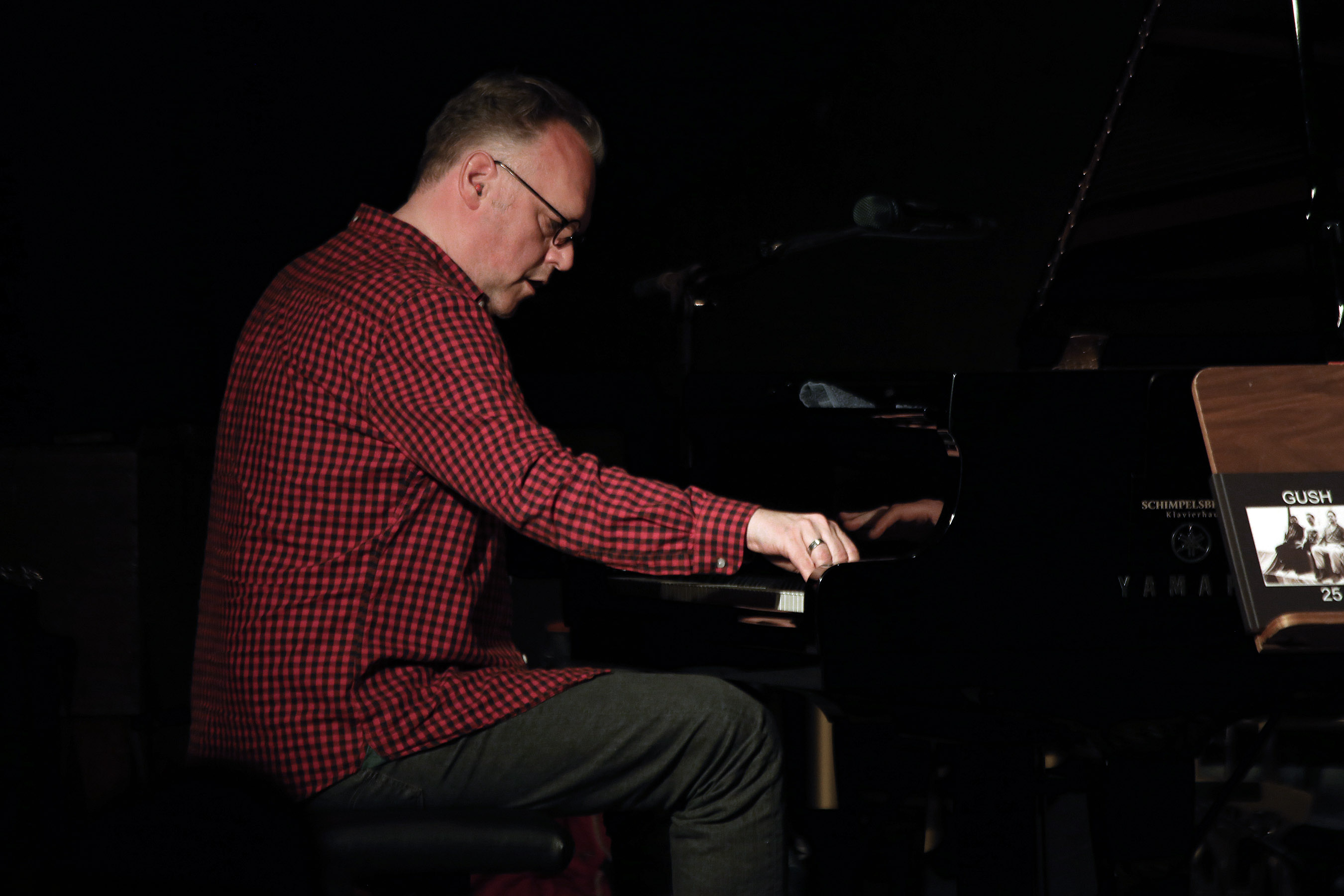
Sten Sandell (2013)

Sten Sandell (* 1958 in Stockholm) ist ein schwedischer Pianist, Keyboarder und Komponist des Free Jazz und der europäischen Improvisationsmusik.

## Leben und Wirken
Sandell studierte von 1976 bis 1986 Klavier bei Mats Persson und Carl-Axel Dominique, Improvisation/Komposition bei Sven-David Sandstrom, und bei Par Lindgren elektro-akustische Musik. Von 1981 bis 1984 studierte er an der Musikakademie in Stockholm. Die Einflüsse seiner Musik umfassen freie Improvisation, zeitgenössische Musik (John Cage, Morton Feldman, Iannis Xenakis etc.) und ethnische Musik (wie die klassische indische, japanische und iranische Musik sowie Folk-Musik aus Schweden, Norwegen, Nordamerika). Seit 1976 arbeitete Sandell in zahlreichen Bandprojekten, Solo-Projekten und Arbeiten für Tanztheater, Drama und Film. Von 1979 bis 1898 spielte er in der Formation Sa Vidare, mit dem Gitarristen Peter Söderberg und dem Saxophonisten Johan Petri, deren musikalisches Konzept „strukturell organisierte Improvisationen“ waren. Seit 1988 bildet er mit dem Saxophonisten Mats Gustafsson und dem Schlagzeuger Raymond Strid das Trio Gush. In seinen Solo-Projekten arbeitete Sandell mit unterschiedlichen Instrumentierungen wie Piano, Synthesizer, Sampling, Perkussion und Stimme.
Sten Sandell unternahm zahlreiche Tourneen in Europa sowie Nordamerika; er spielte unter anderem auf dem FMP-Festival in Berlin 1994. Er arbeitete außerdem im Laufe seiner Karriere mit Musikern wie Carl-Axel Dominique, Anders Jormin, Sainkho Namtchylak, Jon Rose, Mats Persson, Evan Parker. Kristine Scholz, David Moss, Phil Wachsmann und Sven-Åke Johansson (Six Little Pieces for Quintet (2000) und Die Harke und der Spaten, 2011) zusammen.
In seinem Quartett, das 1995 entstand, verwendete Sandell Instrumente wie Laute, Theorbe, Cello, Marimba, Perkussion, Piano, Harmonium sowie Gesang und spielt komponiertes Material (etwa von Cage, Feldman, Nancarrow, Sandberg sowie den Bandmitgliedern) ebenso wie freie Improvisation.
2012 wurde Sandell mit dem Jazzpreis der Königlich Schwedischen Musikakademie ausgezeichnet.

## Diskografische Hinweise

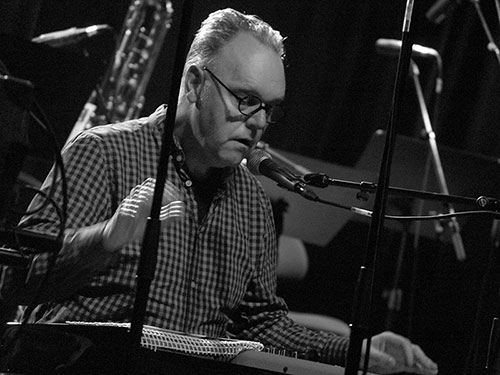
Sten Sandell (2014)
Foto Hreinn Gudlaugsson

- Gush: From Things to Sounds… (Dragon, 1991), Gushwachs (Bead, 1994)
- Mats Gustafsson: Hidros One (1997, mit Barry Guy, Fred Lonberg-Holm, Raymond Strid, Fredrik Ljungkvist, Günter Christmann, Axel Dörner, Per Åke Holmlander)
- Sven-Åke Johansson: Six Little Pieces for Quintet (Hat Art, 1998, mit Axel Dörner, Rudi Mahall, Matthias Bauer)
- Sten Sandell Trio: Standing Wave (SOFA, 2000)
- Solid Musik (nuscope, 2000, solo)
- Sten Sandell/Ken Vandermark: Two Days in December (Wrobby Rail, 2001)
- Sten Sandell Trio: Flat Iron (2002)
- Songs (LJCD 2005, solo)
- Sten Sandell Trio: Oval (Intakt 2005, mit Johan Berthling, Paal Nilssen-Love)
- Music in the World of… (2006, solo)
- Evan Parker & Sten Sandell Psalms (Pensima 2009)
- Face of Tokyo (2009), mit Johan Berthling, Paal Nilssen-Love
- Fire! Orchestra Exit (Rune Grammofon 2015, mit Emil Svanängen, Sofia Jernberg, Mariam Wallentin, Emil Strandberg, Magnus Broo, Niklas Barnö, Mats Äleklint, Per Åke Holmlander, Anna Högberg, Elin Larsson, Mats Gustafsson, Fredrik Ljungkvist, Christer Bothén, Jonas Kullhammar, Tomas Hallonsten, Andreas Söderström, David Stackenäs, Sören Runolf, Joachim Nordwall, Dan Berglund, Joe Williamson, Joel Grip, Johan Berthling, Andreas Werliin, Johan Holmegard, Raymond Strid, Thomas Mera Gartz)
- Mirror Mind Rose Papaver (Umlaut 2014, mit Szilárd Mezei, Joel Grip)
- Susana Santos Silva, Lotte Anker, Sten Sandell, Torbjörn Zetterberg und Jon Fält: Life and Other Transient Storms (Clean Feed Records, 2016)

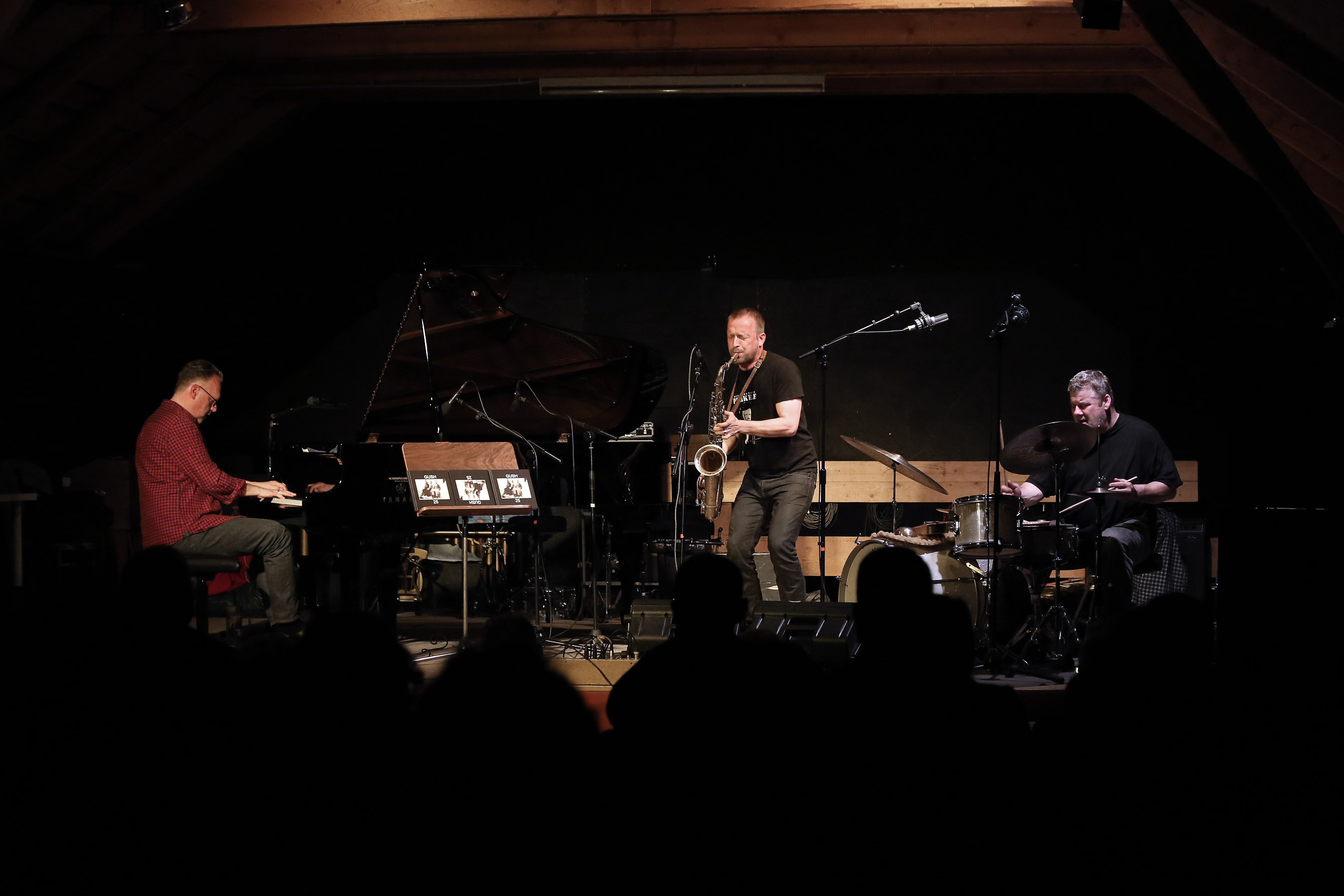
GUSH: Sten Sandell mit Mats Gustafsson und Raymond Strid (2013)

- Mats Gustafsson & Fire! Orchestra: Echoes (Rune Grammofon, 2023)
- GUSH: Afro Blue (Trost Records, ed. 2024)